# Strelitzia

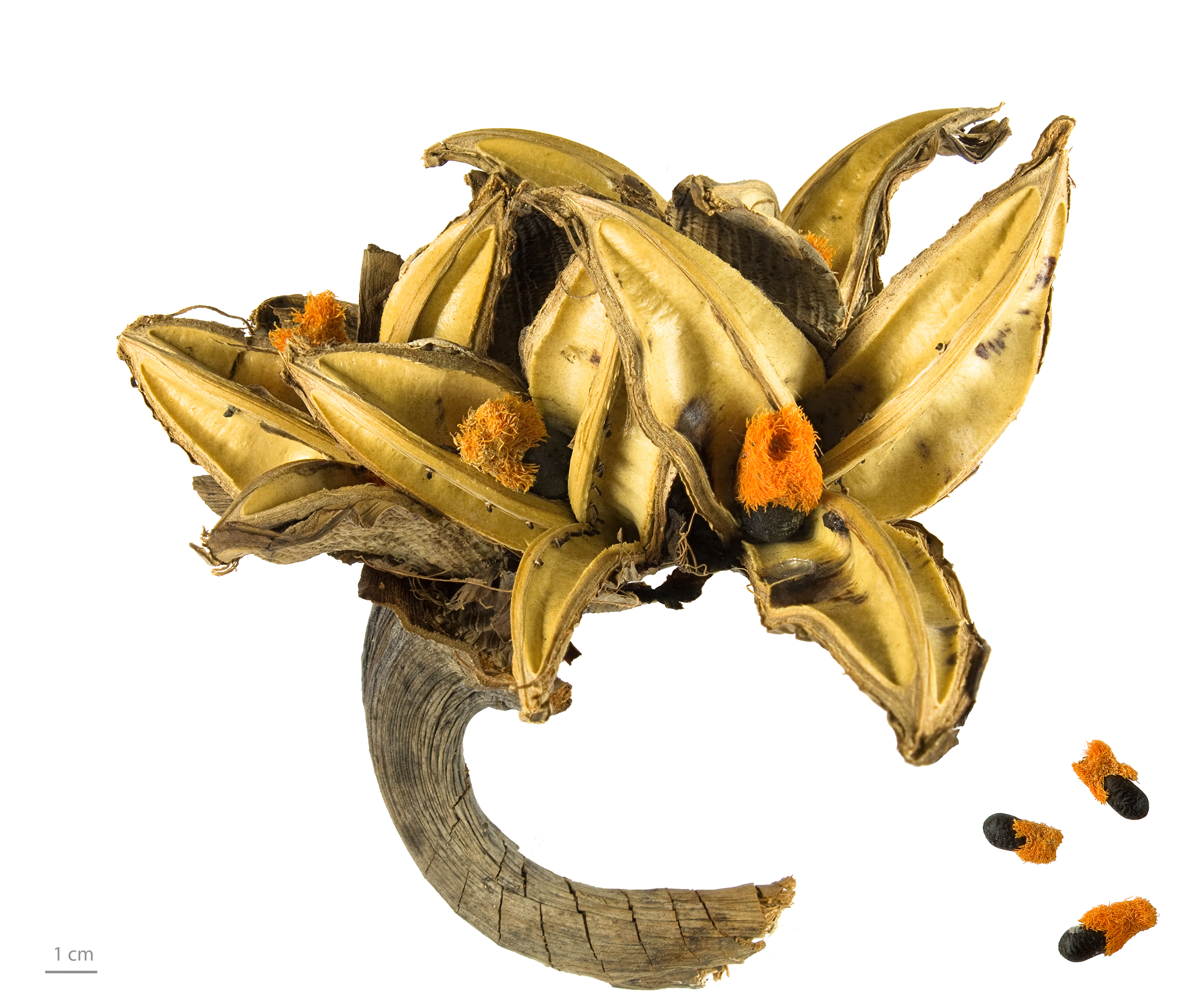
Strelitzia reginae - MHNT

Estrelícia (Strelitzia) é um gênero botânico da família Strelitziaceae.
São plantas perenes, nativas da África do Sul.
Amplamente cultivada em todo o mundo, é muito comum na Madeira.

## Espécies
Estão descritas cinco espécies:
- Strelitzia alba (L.f.) Skeels
- Strelitzia caudata R.A.Dyer
- Strelitzia juncea (Ker Gawl.) Link
- Strelitzia nicolai Regel & K.Koch
- Strelitzia reginae Banks